# Ole Windingstad
Ole Windingstad (Sandefjord, 18 maggio 1886 – Kingston, 3 giugno 1959) è stato un direttore d'orchestra, pianista e compositore norvegese.
È stato il direttore della Scandinavian Symphony Orchestra in Brooklyn, New York e della Hudson Valley Philharmonic. La sua composizione sinfonica più notevole è stata The Tide.

## Biografia
Ole Windingstad nacque a Sandefjord, in Norvegia. All'età di 14 anni studiò al Conservatorio di musica di Oslo, in Norvegia, e tre anni dopo a Lipsia, in Germania. Lì studiò pianoforte, organo, composizione e direzione. Nel 1905 si recò negli Stati Uniti. Si stabilì a New York nel 1906.
Ole Windingstad sposò Anna Hansen. Ebbero cinque figli: Solveig, Alf, Edgar, Jane e Arthur. Solveig, Alf e Jane morirono di influenza spagnola nel 1918 e Edgar morì in un incidente stradale nel 1959. Nel 1926 fu nominato Cavaliere dell'Ordine reale norvegese di Sant'Olav per il suo lavoro con la musica norvegese in America.
L'opera musicale più importante di Ole Windingstad fu una sinfonia intitolata The Tides, composta nel 1936 e rappresentata per la prima volta ad Albany nel 1938. The Tides fu anche suonata a New Orleans nel 1941. Anche durante la sua tournée come direttore nel 1955 Ole Windingstad eseguì il pezzo presso l'Università Aula di Oslo, in Norvegia. Stava dirigendo un concerto con la Dutchess County Symphony di Poughkeepsie, a New York, quando subì un attacco di cuore e in seguito morì a Kingston, il 3 giugno 1959, all'età di 73 anni.

### Scandinavian Symphony Orchestra
Conosciuta anche come la Nordmændenes Sangforening, la Scandinavian Symphony Orchestra aveva sede a Brooklyn, New York. Nel periodo dal 1913 al 1939 Ole Windingstad diresse la Scandinavian Symphony Orchestra, ma ha anche diretto molti altri gruppi corali, orchestrali e operistici nell'area di New York. Ole Windingstad ha anche mantenuto un rapporto aperto con organizzazioni musicali norvegesi. Potrebbe avere anche diretto come ospite la Filarmonica di Oslo. Dopo uno spettacolo notevole The New York Times riportò il 26 marzo 1916:

### New Orleans Philharmonic Society
Ole Windingstad ha diretto la New Orleans Philharmonic dal 1940 al 1944.

### Hudson Valley Philharmonic
Nel 1945 Ole Windingstad fu assunto da George Hagstrom, uno dei fondatori della Hudson Valley Philharmonic. Il 29 ottobre 1953 Ole Windingstad e l'orchestra presentarono un programma di due compositori norvegesi, Grieg e Carl Gustav Sparre Olsen alla Carnegie Hall di New York. Durante l'incarico di Ole Windingstad l'orchestra presentò Pierino e il lupo di Prokof'ev, che è stato narrato dall'ex first lady Eleanor Roosevelt.